# Nola acutula
Nola acutula är en fjärilsart som beskrevs av Püng. 1902. Nola acutula ingår i släktet Nola och familjen trågspinnare. Inga underarter finns listade i Catalogue of Life.